# 若松貞一
若松 貞一（わかまつ さだいち、1919年4月1日 - 2010年9月20日）は日本の政治家。立川市議（2期）、東京都議（5期）、第30代都議会議長を歴任した。

## 経歴
1919年4月1日、東京都に生まれる。高等小学校卒業。1963年から立川市議会議員を2期7年務める。1970年3月1日の東京都議会議員補欠選挙に立川市選挙区から立候補して、初当選する。都議会では、財務主税委員会委員長（1976年から1977年）、都議会自民党政調会長（1977年から1978年）、都議会自民党幹事長（1980年から1981年）、議会運営委員会委員長（1980年から1981年）を歴任した。1985年8月に第30代東京都議会議長に就任。1987年9月に議長を退任。1989年の選挙には立候補せず、引退。2010年9月20日に死去した。

## 栄典
- 1984年 - 藍綬褒章[2]
- 1989年 - 勲三等瑞宝章[1][2]